# Tubulovesicula lindbergi
Tubulovesicula lindbergi är en plattmaskart. Tubulovesicula lindbergi ingår i släktet Tubulovesicula och familjen Hemiuridae. Inga underarter finns listade i Catalogue of Life.